# Eumenes z Kardii
Eumenes z Kardii (gr. Ευμένης,) (ur. 362 p.n.e., zm. 316 p.n.e.) – Grek pochodzący z Kardii – miasta greckiego na Chersonezie Trackim. W latach 343-336 p.n.e. był sekretarzem króla Macedonii – Filipa II, następnie sekretarzem króla Aleksandra Wielkiego przez całe jego panowanie (336-323 p.n.e.).
Zdolny dowódca i świetny dyplomata. Jedyny Grek spoza Macedonii wśród najbliższego otoczenia macedońskiego władcy. Opisał m.in. ostatnie dni Aleksandra i zdał relację z jego wyprawy na wschód. Uczestnik pierwszej i drugiej wojny diadochów. Był zwolennikiem zachowania imperium w całości pod berłem prawowitych następców tronu – Filipa Arridajosa i Aleksandra IV, syna Aleksandra i Roksany, oraz lojalnym sługą obu marionetkowych królów.

## Sojusznik Perdikkasa
Na naradzie wodzów po śmierci Aleksandra Macedońskiego został mianowany przez niedorozwiniętego następcę Aleksandra, jego przyrodniego brata, króla Filipa Arridajosa (a naprawdę, z woli działającego w jego imieniu regenta Perdikkasa) zarządcą dwóch satrapii – Paflagonii i Kapadocji. Od tej pory stał się zaufanym człowiekiem Perdikkasa – regenta i opiekuna obu „władców”.
W pierwszej wojnie diadochów (321-320 p.n.e.) opowiedział się po stronie Perdikkasa, który musiał walczyć z zawiązaną przeciw niemu koalicją złożoną z Antygona Jednookiego, Antypatra, Kraterosa i Ptolemeusza. Perdikkas powierzył Eumenesowi obronę Azji Mniejszej przed atakiem z Europy ze strony nadciągającego Kraterosa i Antypatra. W tym samym czasie został wysłany przez regenta do Kleopatry, siostry Aleksandra, przebywającej wówczas w Sardes, z darami dla niej, zapewniając o oddaniu Perdikkasa i prosząc ją w jego imieniu o zgodę na małżeństwo, które zapewniłoby regentowi władzę w Macedonii i Grecji.

## Pierwsze bitwy
W 321 p.n.e. Eumenes zwyciężył w Azji Mniejszej w okolicach Hellespontu Antygona i Kraterosa, który zginął w bitwie, jednak w wyniku nieoczekiwanej śmierci Perdikkasa zamordowanego przez własnych oficerów podczas wyprawy na Egipt, Eumenes został zmuszony do ucieczki w głąb Azji Mniejszej. Skazano go na śmierć za zdradę stanu. Wykonanie wyroku powierzono w Triparadejsos, Antygonowi – dowódcy wojsk macedońskich w Azji.
W 320 p.n.e. Eumenes plądruje Frygię i opłaca tym samym wojsko. Następnie przebywał w Kapadocji, po kilku tygodniach Antygon dopadł Greka na równinie orkyniańskiej i zmusił go do przyjęcia bitwy. Eumenes miał dwukrotna przewagę liczebną nad wojskiem Antygona, jednak gdy doszło do walki większość jego wojska przeszła na stronę wroga. W czasie odwrotu pojmał i powiesił dowódcę swojej konnicy, którego dezercja bardzo przyczyniła się do porażki. Gubiąc pościg wrócił na pole bitwy z pozostałym mu wojskiem i urządził pogrzeb swoim poległym. Następnie pospieszył w góry uciekając przed wojskami wroga, zamknął się wraz z 600 najwierniejszymi żołnierzami w małej, niedostępnej twierdzy Nora na pograniczu Kapadocji, bogatej w ogromne ilości wody, żywności i drewna, niezbędne podczas długiego oblężenia.
Eumenes przebywał w Nora od zimy 320 p.n.e. do jesieni 319 p.n.e., kiedy to wysłany przez niego do Antypatra poseł – jego współrodak i przyjaciel Hieronim z Kardii powrócił zawiadamiając, że Antypater umarł a nowym regentem został Polyperchon. Wtedy to Antygon widząc możliwość opanowania dawnego imperium Aleksandra dla siebie postanowił pozyskać dla swych planów Eumenesa. Zaproponował mu wiele satrapii w zamian za przejście na jego służbę i złożenie przysięgi na wierność wobec niego. Eumenes nie chcąc zdradzać swych ideałów według których mógł on służyć tylko prawowitym następcom Aleksandra, zmienił tekst przysięgi, na wierność obu królom, tylko raz wymieniając imię Antygona. Żołnierze oblegający twierdzę nie zauważyli w tym nic złego i pozwolili Eumenesowi wraz z wojskiem wyjść z twierdzy.

## Sprzymierzeniec Polyperchona
W tym samym czasie Polyperchon otoczony przez nieposłusznych satrapów zaczął rozglądać się za sprzymierzeńcami. Zaoferował on Eumenesowi w zamian za wierną służbę królom stanowisko naczelnego dowódcy wojsk w Azji, oddanie mu na służbę tzw. Srebrnych Tarcz – 3000 macedońskich weteranów Aleksandra oraz skarbu królewskiego w mieście Kyinda w Cylicji do jego dyspozycji. Eumenes przyjął ofertę, pospiesznie ruszając do Cylicji do miasta Kyinda na spotkanie ze Srebrnymi Tarczami.
W tym czasie Antygon przegrupowywał się i zbierał siły do rozprawy z Eumenesem. Grek ruszył tymczasem w głąb Azji, aby zjednać sobie przynajmniej część satrapów. Dysponował w tym czasie 10000 piechoty, 2000 konnicy i 3000 Srebrnych Tarcz. W październiku 318 p.n.e. zajął Babilon a latem 317 p.n.e. zjawił się w Suzjanie, gdzie doszło do spotkania z satrapami najdalszych wschodnich prowincji. Jeden z satrapów ofiarował Eumenesowi 114 słoni bojowych, dzięki czemu jego armia stała się większa i silniejsza od wojska wroga.

## Wojna w Persji
Kilka tygodni później doszło do bitwy Eumenesa z Antygonem nad rzeką Koprates w wyniku której Antygon został pokonany i zmuszony do odwrotu do Medii. Tymczasem Eumenes przebywał w stolicy Persydy – Persepolis. Jesienią 317 p.n.e. wyruszył na spotkanie Antygonowi, który ruszył z Medii w kierunku Persydy. Gdy znalazł się już bardzo blisko wroga dowiedział się, że Antygon zamierza opanować bogatą w zboże satrapie- Gabiene, to samo zamierzał uczynić były sekretarz Aleksandra. Podczas wyścigu do Gabiene Antygon dogonił Eumenesa i zmusił go przyjęcia bitwy. Bitwa rozegrała się za wyżynie Gabiene, gdzie w przyszłości powstało miasto Isfahan. Była to pierwsza bitwa w której wziął udział Demetriusz – syn Antygona, który dowodził 1000 hetajrów na prawym skrzydle wojsk Antygona.
Bitwa trwała cały dzień, od świtu do późnej nocy, choć była nierozstrzygnięta, Eumenes uznał się za zwycięzcę pozostając na placu boju, podczas gdy Antygon wycofał się poniósłszy większe straty. Wiosną 316 p.n.e. Antygon powrócił z Medii, aby rozprawić się z Eumenesem. Doszło do bitwy na wyżynie Gabiene. Bitwa nie została rozstrzygnięta mimo dezercji wojsk satrapy Persydy – Peukestasa – sojusznika Eumenesa i części wojsk z jego lewego skrzydła, jednak na skutek zdrady dowódcy Srebrnych Tarcz – Antygenesa i jego ludzi, którzy chcąc odzyskać stracone w bitwie tabory pojmali Eumenesa i oddali go w ręce Antygona, który uwięził go i kazał dobrze pilnować.

## Śmierć
Eumenes zginął wiosną 316 p.n.e. kilka dni po bitwie na stepach solnych. Podczas zwijania obozu wojsk Antygona spod Gabiene strażnicy udusili więźnia, podobno na rozkaz samego Antygona, który uważał Greka z Kardii za zbyt niebezpiecznego rywala, aby pozwolić mu żyć. Prochy w srebrnej urnie odesłano z honorami żonie i dzieciom Eumenesa do Kapadocji.